# Kerstin Vilén
Kerstin Gunnel Vilén, född Kerstin Wiebe 10 april 1918 i Malmö S:t Pauli församling, död 24 april 2016, var en svensk förbundsdomare i golf, och var en av Sveriges absolut mest regelkunniga. Under sin yrkesverksamma tid svarade hon på läsarfrågor i Svensk Golfs frågespalt.
Hon tilldelades 1996 som artonde person PGA Sveriges väggplakett, som tilldelas personer som "bidragit till att öka tillgängligheten för golf, spridit information om professionell golf till gagn för PGA eller på annat sätt bidragit till PGAs utveckling".
Hon var även hedersledamot och -medlem på Ljunghusens GK, liksom hennes make Lennart.